# 練乳

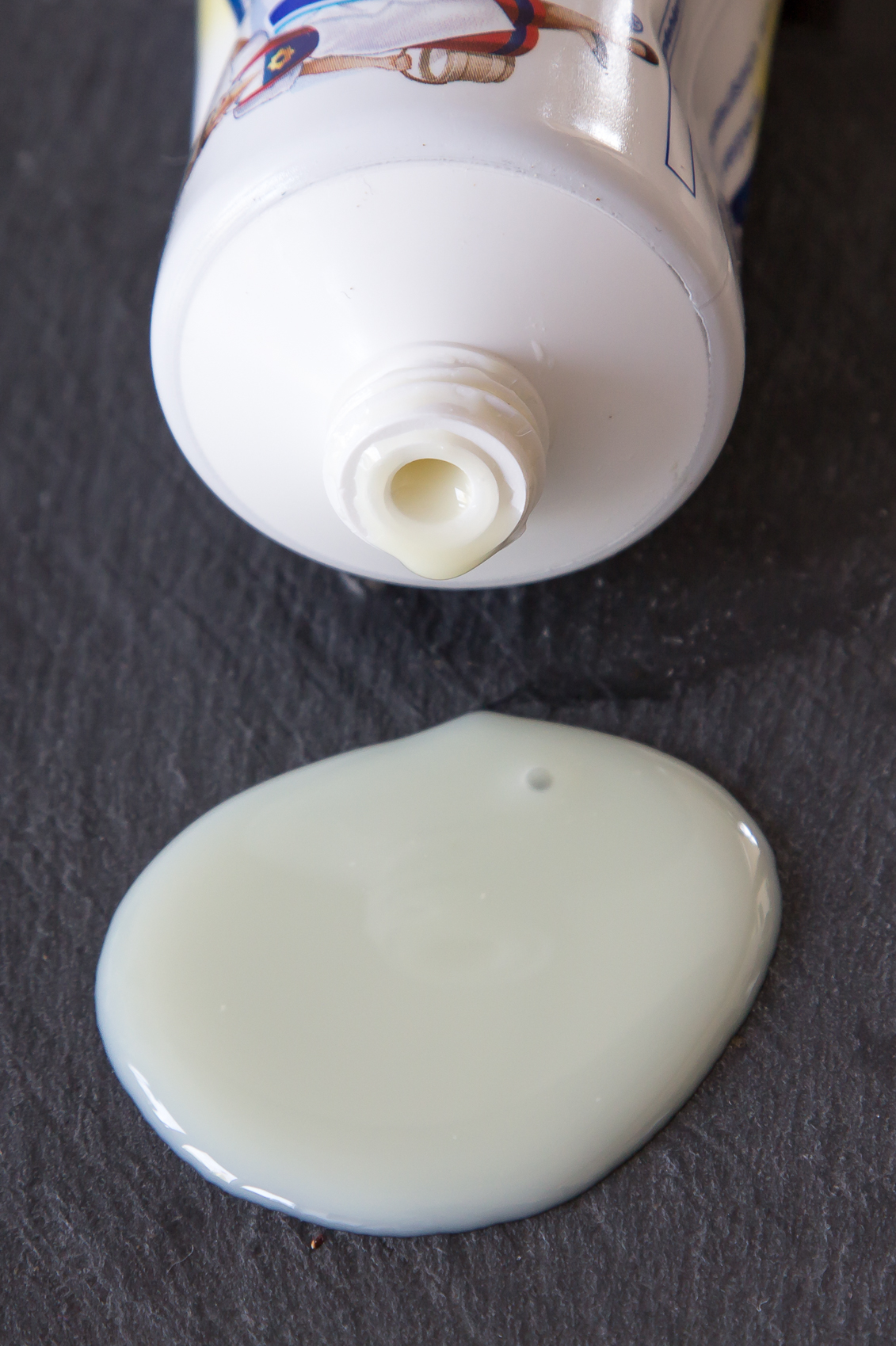
加糖練乳

練乳（煉乳、れんにゅう、condensed milk）は、牛乳や脱脂乳を濃縮したものである。日本で単に「練乳」と呼ぶものは一般に、牛乳に砂糖を加えて濃縮した加糖練乳である。
英語のcondensed milk（直訳的には「凝縮された牛乳」）は濃縮乳全般を指す概念である。日本では「コンデンスミルク」が加糖全脂練乳の通称として用いられており、砂糖を加えないで精製した無糖練乳（エバミルク、英: evaporated milk に由来）とは区別されている。
日本の「乳及び乳製品の成分規格等に関する省令」（乳等省令）では、練乳を「無糖練乳」、「加糖練乳」、「無糖脱脂練乳」、「加糖脱脂練乳」の4つに区分している。

## 歴史
1820年に瓶詰を発明したニコラ・アペールが開発しようとしたが失敗した。1857年にアメリカの発明家ゲール・ボーデンがミルクを長期保存するために真空蒸発から着想を得て、焦がしたり凝固させたりすることなく余計な水分を蒸発させることに成功した。
発明された練乳は、缶詰に入れられ長期保存され兵糧として重要視された。南北戦争時の北軍で提供された練乳は、戦後も兵士たちの口コミで人気となった。第一次世界大戦時には、練乳生産でチーズの価格が高騰した。
日本では1915年（大正４年）に長野県須坂市の畜産組合、北海道函館市のトラピスト修道院で練乳の製造に着手した。